# Trysunda
Trysunda ist eine Insel im Schärengarten der schwedischen Gemeinde Örnsköldsvik. Zu Zeiten der Gävlefischer war Trysunda das letzte Fischerdorf, zu dem Fernfahrten unternommen wurden. 
Trysunda liegt etwa acht Kilometer nördlich von der Insel Ulvön und die gleiche Strecke von Köpmanholmen auf dem Festland entfernt. Die Insel besteht aus einer Mischung von rötlichen Granit, grauen Sandstein und dunklem Diabas. Durch diesen gibt es eine artenreiche Vegetation mit Pflanzen wie dem Steinbrech Saxifraga cespitosa, Echte Mondraute und Alpen-Lichtnelke. Trysunda und mehrere kleine Inseln in der Umgebung sind ein Naturreservat und Natura 2000-Gebiet, unter anderem leben hier Seeadler.
Auf der Insel befindet außer dem Hauptort keine Bebauung. Das geschützt liegende Dorf wurde von Fischern aus der mittelschwedischen Stadt Gävle gegründet, die jeden Sommer nach Norden segelten und dort fischten. Als die Fischfahrten begannen, bestand die heutige Insel aus drei kleineren Inseln, die später durch die postglaziale Landhebung zusammenwuchsen. Die Gävlefischer bauten 1654 eine schlichte Kapelle, die ursprünglich wohl ähnlich der Ulvö gamla kapell mit Malereien geschmückt war. Die Fernfahrten endeten im 19. Jahrhundert, Erik August Grellson war der letzte Fischer der noch bis 1899 jedes Jahr von Gävle nach Trysunda fuhr. Das Dorf wurde da schon längere Zeit auch von lokalen Fischern benutzt.
Im Osten der Insel gibt es im Diabasgestein dünne Schichten Eisenerz, das in geringen Mengen auch Titan und Vanadium enthält. Ende des 19. und Anfang des 20. Jahrhunderts wurden geringe Mengen des Erzes abgebaut, die im Ersten und Zweiten Weltkrieg ins Deutsche Reich exportiert wurden. Von den Arbeiten sind Einkerbungen im Berg zu sehen, daneben stehen ein Kompressor und eine Lokomobile.
Die alten Fischerhäuser werden heute als Ferienhäuser benutzt, nur ein Ehepaar lebt das ganze Jahr über auf der Insel. Im Sommer fahren mehrmals täglich Fähren von Köpmanholmen nach Trysunda, auf der es einen der wenigen Sandstrände in der Gemeinde Örnsköldsvik gibt. Im Zuge des steigenden Besucheraufkommens wurde 2013 ein neuer Anleger für Sportboote und ein Inselmuseum gebaut.